# Bundesstelle für Eisenbahnunfalluntersuchung
Die Bundesstelle für Eisenbahnunfalluntersuchung (BEU) ist eine unabhängige Untersuchungsstelle des Bundes, die gefährliche Ereignisse im Eisenbahnbetrieb untersucht (§ 5b AEG). Sie führt Ermittlungen zur Bestimmung der Unfallursache durch und gibt gegebenenfalls Empfehlungen zur Vermeidung künftiger Unfälle ab. Außerdem kann sie bei gefährlichen Zwischenfällen tätig werden, die zu einem schweren Unfall hätten führen können, sofern dafür hinreichende Anhaltspunkte vorliegen.
Die BEU ist eine selbstständige Bundesoberbehörde im Geschäftsbereich des Bundesministeriums für Verkehr. Sitz der BEU ist Bonn. Ihr englischer Name lautet Federal Authority for Railway Accident Investigation.

## Geschichte
Bis 1994 oblag die Eisenbahnunfalluntersuchung den Staatsbahnen (Deutsche Bundesbahn und Deutsche Reichsbahn), ab 1994 zunächst dem Eisenbahn-Bundesamt. 2009 übernahm die Aufgabe die Eisenbahn-Unfalluntersuchungsstelle des Bundes (EUB), die dem damaligen Bundesministerium für Verkehr, Bau- und Stadtentwicklung in der Unterabteilung Eisenbahnen zugeordnet war. In deren Nachfolge wurde 2017 die BEU eingerichtet.

## Gesetzliche Grundlagen
Die Arbeit der BEU und ihrer Vorgängerbehörde EUB fußt auf der EU-Richtlinie 2004/49/EG (Richtlinie über die Eisenbahnsicherheit) vom 29. April 2004 und auf deren Neufassung 2016/798 vom 11. Mai 2016. Mit der Richtlinie soll u. a. gewährleistet werden, dass im Falle eines schweren Unfalls (gemäß Definition der Richtlinie: Unfälle mit mindestens einem Todesopfer, mindestens fünf Schwerverletzten oder Schäden, die von der Untersuchungsstelle auf mindestens zwei Mio. EUR veranschlagt werden) unabhängig von einer gerichtlichen Untersuchung eine Sicherheitsuntersuchung von einer Stelle durchgeführt wird, die nicht durch Beziehungen zu den Akteuren des Eisenbahnsektors in einen Interessenkonflikt gerät. Insbesondere wird ihre funktionelle Unabhängigkeit von der für den Eisenbahnsektor zuständigen nationalen Sicherheitsbehörde oder Regulierungsstelle gefordert, d. h. in Deutschland vom Eisenbahn-Bundesamt.
Die Mitgliedstaaten der Europäischen Union sind gemäß der Richtlinie verpflichtet, dafür Sorge zu tragen, dass die Untersuchungsstelle nach schweren Unfällen eine Untersuchung durchführt. Konkret heißt es zur Einrichtung einer Untersuchungsstelle in der Richtlinie 2004/49/EG:

„Die Mitgliedstaaten sorgen dafür, dass die in Artikel 19 genannten Unfälle und Störungen von einer ständigen Stelle untersucht werden, die über mindestens einen Untersuchungssachverständigen verfügt, der in der Lage ist, bei Unfällen oder Störungen als Untersuchungsbeauftragter tätig zu werden. Diese Stelle ist organisatorisch, rechtlich und in ihren Entscheidungen von Fahrwegbetreibern, Eisenbahnunternehmen, entgelterhebenden Stellen, Zuweisungsstellen und benannten Stellen sowie von allen Parteien, deren Interessen mit den Aufgaben der Untersuchungsstelle kollidieren könnten, unabhängig. Sie ist darüber hinaus von der Sicherheitsbehörde und von den Regulierungsstellen im Eisenbahnsektor funktionell unabhängig.“

Details zur einzurichtenden Untersuchungsstelle sind in Artikel 21 der Richtlinie beschrieben.
Die Umsetzung der Richtlinie 2004/49/EG in Deutschland erfolgte mit dem Fünften Gesetz zur Änderung eisenbahnrechtlicher Vorschriften (5. EisenbRÄndG) vom 16. April 2007 sowie der zweiten Verordnung zum Erlass und zur Änderung eisenbahnrechtlicher Vorschriften vom 5. Juli 2007. Die Aufgaben der BEU ergeben sich aus dem Allgemeinen Eisenbahngesetz (AEG) sowie der Eisenbahn-Unfalluntersuchungsverordnung. Mit dem 5. EisenbRÄndG wurde das AEG mit Bezug auf die EU-Richtlinie geändert. Die Einrichtung der EUB gemäß § 5 Abs. 1f Allgemeines Eisenbahngesetz erfolgte mit einem Erlass des Bundesministeriums für Verkehr, Bau und Stadtentwicklung am 20. August 2008. Die Einrichtung der BEU als Nachfolgebehörde erfolgte mit einem Erlass des Bundesministeriums für Verkehr und digitale Infrastruktur vom 14. Juli 2017.

## Organisation
Die Personalausstattung der Vorgängerbehörde Eisenbahn-Unfalluntersuchungsstelle des Bundes betrug 21 Planstellen im Jahr 2015. Im Haushalt 2021 waren 31 Planstellen für Beamte (4× höherer Dienst, 26× gehobener Dienst, 1× mittlerer Dienst) und zwei Stellen für Arbeitnehmer (2× TVöD E13) ausgewiesen.
Der Leitung der BEU sind der Fachbereich Grundsatz und Verwaltung und der Fachbereich Untersuchungseinheit nachgeordnet. Letzterem sind vier Untersuchungsbereiche (UB) nachgeordnet:
- UB Nordwest: Niedersachsen, Nordrhein-Westfalen, Bremen
- UB Nordost: Schleswig-Holstein, Hamburg, Mecklenburg-Vorpommern, Berlin, Brandenburg, Sachsen-Anhalt, Thüringen und Sachsen
- UB Südwest: Hessen, Rheinland-Pfalz, Saarland und Baden-Württemberg
- UB Südost: Bayern

Die BEU betreibt Regionalbüros in Berlin, Essen, Frankfurt am Main, Hannover, Nürnberg, Schwerin, Stuttgart.

## Arbeit
Eisenbahnunternehmen sind verpflichtet, gefährliche Ereignisse an die BEU zu melden. Dazu gehören sowohl Unfälle als auch bestimmte Störungen, die nicht zu einem Unfall geführt haben. Die BEU entscheidet anhand der Ereignisart und der eingetretenen Folgen, ob sie eine Untersuchung aufnimmt.
Die BEU muss alle Unfälle mit Toten, mindestens fünf Schwerverletzten oder mindestens zwei Millionen Euro Sachschaden untersuchen. Bei anderen Unfällen und Störungen tut sie das nach pflichtgemäßem Ermessen. Hier steht die BEU in der Kritik, weil ihr zum einen vorgeworfen wird, dass sie dieses Ermessen zu restriktiv auslege, zum anderen sie ihre Untersuchungen auf die zum „Unfallzeitpunkt verfügbaren Ressourcen“ beschränkt.
Im Jahr 2023 wurden 2688 gefährliche Ereignisse gemeldet. Die BEU untersuchte sechs dieser Ereignisse, davon waren drei untersuchungspflichtig. Zudem führte sie für 51 Ereignisse Voruntersuchungen durch, um zu entscheiden, ob sie eine Untersuchung aufnimmt.